# ロウリンハノサウルス
ロウリンハノサウルス(学名 Lourinhanosaurus 「ロウリニャンのトカゲ」の意味)は後期ジュラ紀キンメリッジアン期からチトニアン期まで生息した肉食の獣脚類恐竜の属の一つである。化石は最初、1982年にポルトガルのロウリニャン近郊のペラルタで発見されたものの、1998年にポルトガルの古生物学者オクタビオ・マテウスが行うまで記載が行われなかった。
タイプ種(現在のところ唯一の種でもある)L. antunesiの種小名はポルトガルの古生物学者ミゲル・テレス・アントゥネスに献名されたものである

## 化石

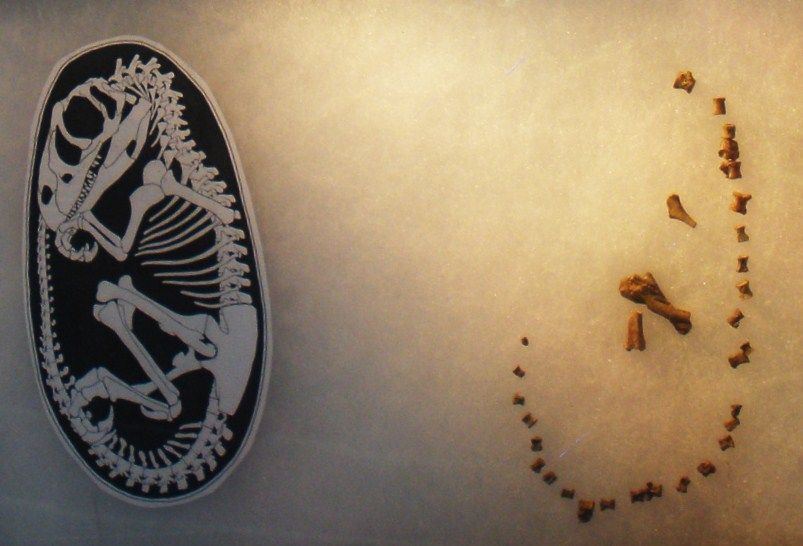
胚の化石

L. antunesiの現在までに発見されている最良の標本は部分骨格である。ホロタイプML 370は6個の頸肋骨を伴う頸椎、5個の仙椎と付随する肋骨、14個の尾椎、8個の血道弓、両側の大腿骨、右の脛骨と腓骨、1個の中足骨、2個の腸骨と両側の恥骨、坐骨、および32個の付随した胃石で構成される。
Porto das Barcas(ロウリニャン層に属すジュラ紀後期の地層)で発見された1個の大腿骨(ML 555)がL. antunesiのものであるとされている。
これらの標本に加えて、1993年にはPraia de Paimogo近郊で一部に胚の骨が含まれる100個ほどの卵の化石(ML 565標本)が発見され、直ちにL. antunesiのものとされている。
骨格標本、卵化石標本ともロウリニャン博物館で展示されている。

## 分類
ロウリンハノサウルスの系統関係は不明確で、確固なコンセンサスが得られていない。初めにはアロサウルス上科の原始的なメンバーであるとみなされたが、後の議論ではさらに詳細に、アロサウルス上科内に含まれるクレードであるシンラプトル科に近縁であるとされた。最近ではL. antunesi はアロサウルス上科ではなくより原始的なテタヌラ類であるメガロサウルス上科により近縁であるとする説を唱える研究者もいる。Benson et al. (2010) での系統解析ではポエキロプレウロンとともにシンラプトル科に属しているという結果が得られた。Carrano et al. (2012)でのテタヌラ類の包括的な系統解析の結果からは原始的なコエルロサウルス類であるという結果が得られている。

## 生態
L. antunesi　はかなり大型の肉食恐竜である。発見されている標本は亜成体のもので、全長4.5 m、体重160 kg程度の個体である。約10年程度で最大で8 m程度まで成長したと考えられる。
現在では他の獣脚類でも発見されているもの、記載当時ロウリンハノサウルスは初めて胃石を伴って発見された獣脚類であった。記載論文ではこの胃石はロウリンハノサウルスそのものの胃石であり、植物食恐竜を食べた際に飲み込まれたものではないと結論付けられている。
ロウリンハノサウルスのものと考えられている卵と胚の化石も発見されている。1998年に報告されたこの卵は100個以上が1つの巣にまとまったのもので、一部には胚の化石が状態良く保存されていた。
ロウリンハノサウルスはおそらく同時代に生息した獣脚類であるトルボサウルス・グルネイ、アロサウルス・エルロパエウス、ケラトサウルスと競合関係にあったと考えられる。

## 参照
1. ↑  Mateus O (1998). Lourinhanosaurus antunesi, a new Upper Jurassic allosauroid (Dinosauria: Theropoda) from Lourinhã (Portugal). Memórias da Academia de Ciências de Lisboa 37: 111–124.
2. ↑  "Upper Jurassic theropod dinosaur embryos from Lourinhã (Portugal)" I Mateus, H Mateus, MT Antunes, O Mateus, P Taquet, V Ribeiro, G Manuppella (1998). Memórias da Academia das Ciências de Lisboa 37, 101-110.
3. ↑  Benson, R.B.J., Carrano, M.T and Brusatte, S.L. (2010). “A new clade of archaic large-bodied predatory dinosaurs (Theropoda: Allosauroidea) that survived to the latest Mesozoic”. Naturwissenschaften 97 (1):  71–78. Bibcode: 2010NW.....97...71B. doi:10.1007/s00114-009-0614-x. PMID 19826771. Supporting Information
4. ↑  Carrano, Benson and Sampson, 2012. "The phylogeny of Tetanurae (Dinosauria: Theropoda)". Journal of Systematic Palaeontology. 10(2), 211-300.
5. ↑  Antunes M.T., Taquet P., Ribeiro V. (1998). “Upper Jurassic dinosaur and crocodile eggs from Paimogo nesting site (Lourinhã- Portugal)".”. Memórias da Academia de Ciências de Lisboa 37:  83–100.
6. ↑  Mateus, O., Walen, A., and Antunes, M.T. (2006). "The Large Theropod Fauna of the Lourinha Formation (Portugal) and its Similarity to the Morrison Formation, With a Description of a New Species of Allosaurus" Archived 2012年4月20日, at the Wayback Machine. in: Foster, J.R. and Lucas, S. G. R.M., eds., Paleontology and Geology of the Upper Jurassic Morrison Formation. New Mexico Museum of Natural History and Science Bulletin 36.
7. ↑  Hendrickx, C., & Mateus O. (2014).  Torvosaurus gurneyi n. sp., the Largest Terrestrial Predator from Europe, and a Proposed Terminology of the Maxilla Anatomy in Nonavian Theropods. PLoS ONE. 9, e88905., 03, Number 3

- Ricqles, A. DE; Mateus, O.; Antunes, M. Telles ; & Taquet, P. (2001). Histomorphogenesis of embryos of Upper Jurassic Theropods from Lourinhã (Portugal). Comptes rendus de l'Académie des sciences - Série IIa - Sciences de la Terre et des planètes. 332(10): 647-656.
- MATEUS, O., ANTUNES, M.T. & TAQUET, P. (2001). Dinosaur ontogeny: The case of Lourinhanosaurus (Late Jurassic, Portugal). Journal of Vertebrate Paleontology, 21 (Suppl. 3): 78A
- Antunes M.T., Mateus O. (2003). “Dinosaurs of Portugal”. C. R. Palevol 2:  77–95. doi:10.1016/S1631-0683(03)00003-4.